# Ligeti csigagomba
A ligeti csigagomba (Hygrophorus nemoreus) a csigagombafélék családjába tartozó ehető gombafaj.

## Megjelenése
Késő ősszel termő gombafaj, mely a lombhullató erdők, elsősorban tölgyerdők talaján jön elő, rendszerint többedmagával.
Kalapja fiatalon domború, később kiterül, közepén idős korban is jellegzetes púp található. Színe okkernarancs vagy okkerbarna, szélein sötétebb, középen világosabb, a kalap bőre kissé ragadós. Lemezei lefutók, ritkán állók, fehéres-sárgás színűek. A kalap átmérője rendszerint 3 – 6 cm.
Tönkje hengeres, töve felé vékonyodik, színe fehéres-krémszínű. Húsa halvány okkersárga, szaga a lisztre emlékeztet.

## Összetéveszthetősége
Közeli rokonával, a nem mérgező, de rossz ízű rózsás csigagombával téveszthető össze, mely azonban robusztusabb megjelenésű, kellemetlen szagú és kizárólag jegenyefenyővel egy helyen fordul elő.